# The World is Yours (Nas)
The World is Yours è il terzo singolo tratto da Illmatic, primo album del rapper Nas pubblicato nel 1994 da Columbia Records. Il 28 gennaio 2019, a quasi 25 anni dall'uscita, la RIAA certifica il brano disco d'oro per il mezzo milione di copie vendute.
La canzone è prodotta da Pete Rock, al lavoro anche nel ritornello, e contiene campionamenti da I Love Music di Ahmad Jamal e It's Yours, brano di T La Rock. Q-Tip ne ha prodotto una versione remix, presente nel vinile. Nel 1996 Jay-Z campiona la voce di Nas in The World is Yours per il ritornello del singolo promozionale Dead Presidents del suo album di debutto, Reasonable Doubt: il singolo è un grande successo, tanto che Jay-Z è costretto a riproporlo all'interno dell'album con un testo differente. Dead Presidents II è apprezzato quanto il primo e dal successo delle due hit di Jay-Z nasce la faida tra lui e Nas che dura fino al dicembre 2005, quando durante l'I Declare War di Jay-Z, i due si riappacificano.

## Il video
The World is Yours è accompagnata da un video con diversi riferimenti all'immagine di Tony Montana, gangster e protagonista del film Scarface.

## Tracce

### Lato A
1. "The World Is Yours" (4:51)
2. "The World Is Yours" (Instrumental) (4:51)

### Lato B
1. "The World Is Yours" (Tip Mix) (4:29) 
  - Prodotta da Q-Tip
2. "The World Is Yours" (Tip Mix Instrumental) (4:30)